# Hoetmansmeer
Hoetmansmeer is een gehucht in de gemeente Pekela, de naam van een voormalig veenmeer en van een aldaar aangelegd bosgebied van Staatsbosbeheer, gelegen in de provincie Groningen (Nederland).

## Veenmeer
Op de plek van het huidige Hoetmansmeer lag tot het einde van de 18e eeuw het veenmeertje of meerstal Groote Hoetmansmeer van ongeveer 150 hectare, dat onderdeel vormde van het uitgestrekte Bourtangermoeras. Het was een bron van de Pekel A; in het meertje mondde de Sijpe uit, een beekje dat in Drenthe ontsprong. De naam was mogelijk ontleend aan de vorm van een herenhoed. Volgens sommige berichten was het meer bevaarbaar. Tot het Hoetmansmeer in 1778 via het kanaaltje Nummero Een werd afgetapt en drooggelegd, lag de bodem hoger dan het peil in de omliggende kanalen. De initiatiefnemer Halbe Geerts Kool ontving voor zijn inspanningen van het Groningse stadsbestuur een premie van 50 gulden.

## Nederzetting
Het wijkenstelsel dat in het Hoetmansmeer werd aangelegd sloot aan op een zijtak van de Pekeler vaart die ten noorden van het huidige Buiten Pekela op de Pekeler Vaart aansloot. Aanvankelijk stonden er geen huizen. De Pekeler ondernemer Nanne Jans Mulder stichtte hier omstreeks 1840 een grote boerderij die hij 'Aurora' noemde. Ook verderop verrees nog een boerderij. Rond 1900 werden langs de centrale wijk in Hoetmansmeer meer boerderijen gebouwd, die voornamelijk op akkerbouw gericht waren. In de jaren 1980-1985 werd langs het gehucht het A.G. Wildervanckkanaal gegraven dat in er in een bocht om heen loopt.

## Archeologische vondsten
Uit luchtfoto's bleek dat er een zandrug liep door het gebied van het gehucht. Archeologen vermoedden op grond daarvan resten te vinden uit de tijd voordat de veengroei het gebied ongeschikt maakte voor menselijke bewoning. Dat bleek te kloppen: Toen in 1982 in het kader van de herinrichting van de veenkoloniën werd besloten een klein bosgebied aan te leggen, werd er vanuit de Rijksuniversiteit Groningen uitgebreid archeologisch onderzoek gedaan. Het gebied waar bodemvondsten werden gedaan bleek 40.000 vierkante meter groot te zijn. De vondsten dateerden uit ca. 5000 voor Chr.: De midden steentijd. Er werden veel stenen pijlpunten gevonden en meer dan vijfhonderd haardkuilen. De vondsten waren afkomstig van rondtrekkende nomaden die geregeld terugkeerden naar deze plek. De hele vindplaats is een van de grootste in Noord-Nederland.

## Bosgebied
Het bosgebied Hoetmansmeer bestaat uit twee bosgedeelten aan weerszijden van een bocht in het A.G. Wildervanckkanaal. Het ene gedeelte ligt in de gemeente Pekela, het andere in de gemeente Veendam.
Er is een picknickplaats met een hardstenen sculptuur van Dimphi Hombergen in de vorm van een uitvergroot voorwerp uit het stenen tijdperk en een informatiebord over de archeologische betekenis van het gebied. Er loopt een verhard fietspad langs het bosgebied met een brug over het kanaal.

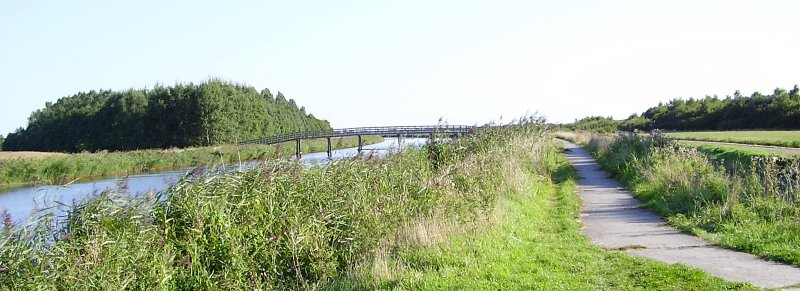
Het bosgebied Hoetmansmeer met de fietsbrug over het kanaal Veendam - Musselkanaal, links het bosgebied met de picknickplaats, het bosgebied rechts is ongeveer de locatie van de bodemvondsten.

Dorpen: Boven Pekela · Nieuwe Pekela · Oude Pekela

Gehuchten: Alteveer (deels) · Bronsveen 

Buurtschappen: Doorsnee · Dwarsdiep · Hanekamp · Hoetmansmeer · Kruiselwerk · Mallemolen · Noodvlucht · Noorderkolonie · Stroobos · Wildeplaats · Zuiderkolonie

Groningen: Steden en dorpen      Nederland: Provincies · Gemeenten